# Осада Гдова
Осада Гдова — одно из сражений эпохи Смутного времени, эпизод русско-шведской войны 1610—1617 годов.
В 1613 году шведы, захватившие Новгород, дважды подступали ко Гдову, но в результате вылазок гарнизона и с псковской помощью осады снимались. В июле 1614 года шведам удалось разбить в битве под Бронницей посланное на освобождение Новгорода русское войско, после чего они прочно овладели военной инициативой на северо-западе России. В августе 1614 года главные шведские силы во главе с Эвертом Горном сосредоточились у Гдова, куда 25 августа прибыл и король Густав II Адольф. Осадным сидельцам в Гдове удалось отбить два приступа, при которых шведы понесли серьёзные потери. Среди убитых был полковник Менихгофен, отличившийся под Бронницей. Однако положение осаждённых становилось всё более критическим. Шведские снаряды и подрывные мины планомерно разрушали крепостную стену. Когда она была разрушена более чем на четверть, гарнизон принял решение согласиться на акорд: сдачу города со свободным уходом в Псков, где впоследствии эти войска приняли участие в отражении шведской осады.